# Speronamento

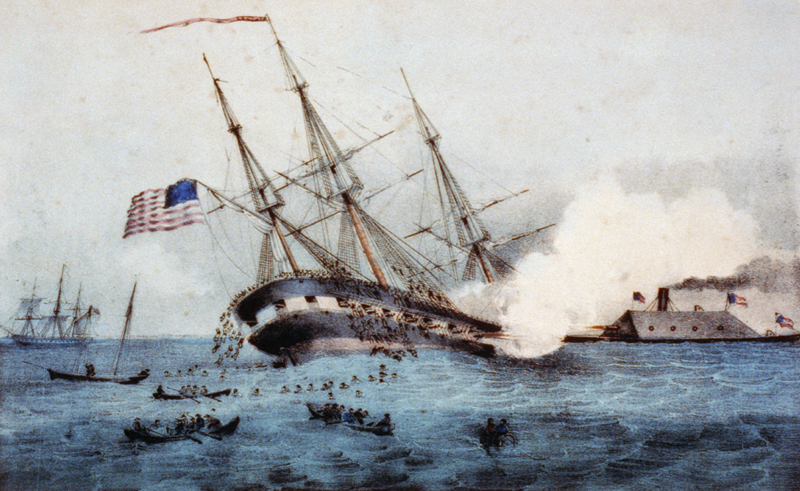
La CSS Virginia sperona la USS Cumberland durante la Battaglia di Hampton Roads.

Lo speronamento nella nautica è l'azione di colpire un'altra nave con il rostro, uno sperone di metallo che originariamente era incastrato sulla prua delle navi di epoca romana, cadde in disuso nell'età della vela e poi venne rimesso in uso e integrato nello scafo all'epoca della propulsione a vapore. La manovra di speronamento prevedeva una rapida accostata contro la fiancata della nave avversaria seguita da una inversione della propulsione poco prima dell'impatto. Se così non fosse stato si sarebbero avute delle tali ripercussioni anche sullo scafo attaccante da compromettere la sua stessa tenuta al mare ed eventualmente incastrarsi nello scafo del bersaglio, affondando con questo.

## Storia
Esempi di speronamento rimasti nella storia navale moderna sono: la Battaglia di Hampton Roads, dove la corazzata fluviale confederata CSS Virginia speronò la USS Cumberland affondandola e successivamente diede alle fiamme la USS Congress arenata; la battaglia di Lissa, nella quale la nave austriaca di legno Kaiser Max affondò la fregata corazzata italiana Re d'Italia. Durante la guerra civile americana, nei vari confronti fluviali che si succedettero, la manovra di speronamento venne messa in atto varie volte, e venne anche creato un tipo di nave apposita, l'ariete, la cui unica arma era a volte il solo rostro. Impressionati dalla facilità con la quale la  Virginia aveva affondato la Cumberland, gli architetti navali iniziarono ad incorporare i rostri nei progetti dei loro scafi. Il primo ariete costruito allo scopo dell'era moderna fu l'ariete blindato francese Taureau del 1863 progettato da Dupuy de Lôme, i cui cannoni erano intesi con "la sola funzione di preparare la via al rostro".
Nonostante le navi da guerra in ferro siano state dotate di rostro fino alla prima guerra mondiale, in nessun caso si arrivò alla manovra nave contro nave, mentre speronamenti vennero eseguiti nelle due guerre mondiali contro unità subacquee; in ogni caso, vista la debolezza dello scafo di questi battelli, non è necessario uno sperone per provocarne l'affondamento, ma è sufficiente un qualunque tagliamare che scarichi il peso della nave di superficie sull'unità subacquea per provocarne l'affondamento.

## Incidente
Si parla di speronamento anche quando una nave, o in generale un qualsiasi veicolo terrestre o marino, viene a collisione con un altro assumendo una traiettoria di impatto più o meno perpendicolare in modo accidentale. Un celebre speronamento è quello che coinvolse l'Andrea Doria ed il rompighiaccio svedese Stockhkolm.